# Nuoto artistico ai Giochi della XXXIII Olimpiade
Le gare di nuoto artistico ai Giochi della XXXIII Olimpiade si sono svolte dal 5 al 10 agosto 2024 presso il  Centro acquatico olimpico. Si disputeranno due eventi, duo e gara a squadre, entrambi femminili.

## Calendario
| Data           | Orario (UTC+2) | Evento                       |
| -------------- | -------------- | ---------------------------- |
| 5 agosto 2024  | 19:30-21:30    | Prova libera preliminare duo |
| 6 agosto 2024  | 19:30-21:00    | Prova tecnica duo            |
| 7 agosto 2024  | 19:30-21:15    | Prova libera duo             |
| 9 agosto 2024  | 19:30-21:30    | Prova tecnica squadre        |
| 10 agosto 2024 | 19:30-22:00    | Prova libera squadre         |

## Podi
| Evento             | Oro | Perform. | Argento | Perform. | Bronzo | Perform. |
| Duo (dettagli)     | Cina Wang Liuyi Wang Qianyi                                                                                 | 566.4783 | Gran Bretagna Kate Shortman Isabelle Thorpe                                                                                           | 558.5367 | Paesi Bassi Bregje de Brouwer Noortje de Brouwer                                                                                           | 558.3963 |
| Squadre (dettagli) | Cina Chang Hao Cheng Wentao Feng Yu Wang Ciyue Wang Liuyi Wang Qianyi Xiang Binxuan Xiao Yanning Zhang Yayi | 996,1389 | Stati Uniti Anita Alvarez Jaime Czarkowski Megumi Field Keana Hunter Audrey Kwon Calista Liu Jacklyn Luu Daniella Ramirez Ruby Remati | 914,3421 | Spagna Txell Ferré Marina García Polo Lilou Lluís Valette Meritxell Mas Alisa Ozhogina Paula Ramírez Sara Saldaña Iris Tió Blanca Toledano | 900,7319 |

## Medagliere
| Pos.   | Paese         | Oro | Argento | Bronzo | Totale |
| ------ | ------------- | --- | ------- | ------ | ------ |
| 1      | Cina          | 2   | 0       | 0      | 2      |
| 2      | Stati Uniti   | 0   | 1       | 0      | 1      |
| 2      | Gran Bretagna | 0   | 1       | 0      | 1      |
| 4      | Spagna        | 0   | 0       | 1      | 1      |
| 4      | Paesi Bassi   | 0   | 0       | 1      | 1      |
| Totale | Totale        | 2   | 2       | 2      | 6      |